# Mănăstirea Clairvaux
Mănăstirea Clairvaux a fost o mănăstire cisterciană înființată în anul 1115 de Bernard de Clairvaux în Clara Vallis („Valea Limpede”), pe râul Aube, la 15 km amonte de Bar-sur-Aube.
În catalogul Janauschek are numărul de ordine 4.

## Istoric

Primele filiale cisterciene (cu anul fondării): Clairvaux este a treia din cele patru ale Mănăstirii Cîteaux.

Mănăstirea a fost înființată în anul 1115  ca a treia filie a Mănăstirii Cîteaux.
Mănăstirea a fost desființată în anul 1791 în contextul descreștinării. De atunci este  folosită în principal ca închisoare.